# Stazione di Garbagnate Parco delle Groane
La stazione di Garbagnate Parco delle Groane è una stazione ferroviaria posta sulla linea Milano-Saronno. Serve la parte meridionale della città di Garbagnate Milanese.
È gestita da FerrovieNord, società del Gruppo FNM che la qualifica come stazione di tipo secondario. Fa parte del ramo organizzativo di Milano.

## Storia
La stazione venne attivata in data imprecisata con il nome di Garbagnate Serenella.
Con il cambio orario del 14 giugno 2009 assunse il nuovo nome di Garbagnate Parco delle Groane.

## Strutture e impianti
Il piazzale è composto da quattro binari passanti, serviti da due banchine centrali a isola, dotate di pensiline. Una coppia di binari (linea diretta) è generalmente percorsa dai treni regionali, dai treni della linea S13 e dal Malpensa Express, che non effettuano fermata presso questo impianto. L'altra coppia (linea locale) è invece utilizzata per la fermata dei convogli suburbani delle linee S1 ed S3.

## Movimento
La stazione è servita dalle linee S1 e S3 del servizio ferroviario suburbano di Milano.
Dal 10 giugno al 14 dicembre 2024, la stazione è stata servita anche dalle corse feriali della linea S13 (Pavia- Milano Passante - Garbagnate Milanese) tra le 7.30 e le 19.30; dal 15 dicembre 2024, le corse S13 attestate a Garbagnate fermano, nel tratto Milano-Garbagnate, solamente a Bollate Centro.